# Zelotes katombora
Zelotes katombora FitzPatrick, 2007 è un ragno appartenente alla famiglia Gnaphosidae.

## Etimologia
Il nome della specie deriva dal luogo di rinvenimento degli esemplari: le cascate di Katombora, nello Zimbabwe.

## Caratteristiche
Questa specie non è stata attribuita a nessun gruppo: si distingue dalle altre per l'estensione dell'uncino posto all'estremità prossimale dell'embolus, che è piuttosto lungo e, distalmente, attraversa la sua stessa base; peculiarità che finora non sono state riscontrate altrove.
L'olotipo maschile rinvenuto ha lunghezza totale è di 7,92mm; la lunghezza del cefalotorace è di 3,58mm; e la larghezza è di 2,50mm.

## Distribuzione
La specie è stata reperita nello Zimbabwe occidentale: l'olotipo maschile è stato rinvenuto nelle cascate di Katombora, al confine con lo Zambia, appartenenti alla provincia del Matabeleland Settentrionale.

## Tassonomia
Al 2016 non sono note sottospecie e dal 2007 non sono stati esaminati nuovi esemplari.